# Kelet-angliai Királyság
A Kelet-angliai Királyság (angolul Kingdom of East Anglia, óangolul Ēast Engla Rīce, latinul Regnum Orientalium Anglorum) egyike volt a hét angolszász királyságnak, és amely a mai Norfolk és Suffolk megyékben terült el (esetleg Cambridgeshire keleti, valamikori mocsárvidéke is hozzá tartozhatott. A királyság a 6. században jött létre, amikor Britanniát meghódították az angolszászok. A 7-8. században a Wuffinga-dinasztia uralkodói kormányozták, 794-ben, azonban elfoglalta Mercia, majd 869-ben a dán vikingek. Különállóságát 918-ban vesztette el végleg, amikor I. Edward wessexi király betagozta az egységes Angol Királyságba.

## Története
A Kelet-angliai Királyság a 6. század első vagy második negyedében alakult meg, első királya a félig mitikus Wehha volt, akit fia, Wuffa követett.
Az államot a Wuffáról elnevezett Wuffinga-dinasztia uralta, egészen 749-ig. A 7. század elején Rædwald erős angolszász királysággá fejlesztette országát, ő volt az első kelet-angliai király, aki megkeresztelkedett. Sok történész szerint a Woodbridge melletti Sutton Hoo hajós temetkezőhelyen is az ő sírja található. A 624 körül bekövetkezett halálát követően Kelet-Anglia egyre inkább északnyugati szomszédja, Mercia árnyékába került. Rædwald több utódja csatában esett el, mint például a 641 körül meghalt Sigeberht. Sigeberht és püspöke, Burgundiai Félix voltak azok, akik véglegesítették a kereszténység térhódítását az országban.
Miután II. Æthelberht 794-ben elesett a merciaiak elleni harcban, egészen 825-ig Kelet-Anglia elvesztette önállóságát és Mercia vazallusává vált (bár Eadwald idején 796-ban rövid időre ismét független lett). 869-ben a vikingek győzték le a kelet-angliaiakat és utána a királyt, Mártír Eadmundot meggyilkolták. 879 után a vikingek megtelepedtek a régióban, 903-ban a száműzött wessexi Æthelwold felbujtotta a kelet-angliai dánokat, hogy támadják meg unokatestvérét, Edward királyt, aki azonban döntő vereséget mért rájuk. A sorozatok vereségek után Kelet-Anglia 917-ben végképp megadta magát Edwardnak, aki az egységes Angol Királysághoz csatolta őket és Kelet-Angliából grófság (earldom) lett.

### Megtelepedés
Kelet-Anglia az angolszászok által leghamarabb belakott régiók közé tartozott, már 450 körül megjelentek. Ezen a területen valamikor a kelta icenusok laktak, akiknek a római időkben Venta Icenorum volt a központjuk, a mai Caistor St Edmund közelében. Beda Venerabilis szerint a kelet-angliaiak (akárcsak a merciaiak és a northumbriaiak) a mai Németország Schleswig-Holstein tartományában található Angeln-félszigetről vándoroltak Britanniába. A kelet-angolok első említése a 704-713 között keletkezett whitby-i Szent Gergely életé-ben történik.
Kelet-Anglia egyike volt az angolszászok általában hagyományosan heptarchiaként emlegetett hét királyságának. Néhány újkori történész azonban megkérdőjelezi, hogy valóban létezett-e egyidőben hét független királyság; a politikai viszonyok valószínűleg ennél jóval bonyolultabbak voltak.

### Pogány idők

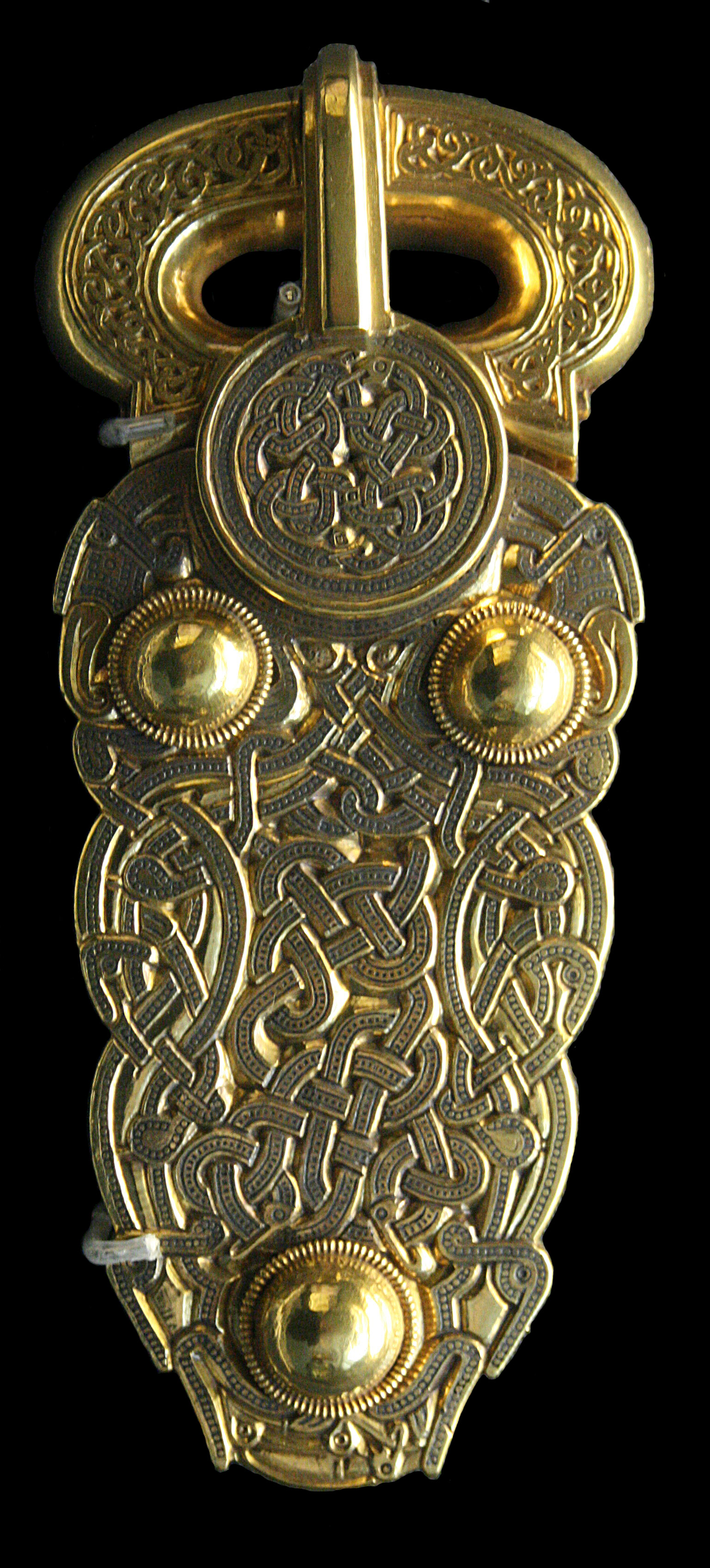
Arany övcsat a Sutton Hoo-i hajósírból

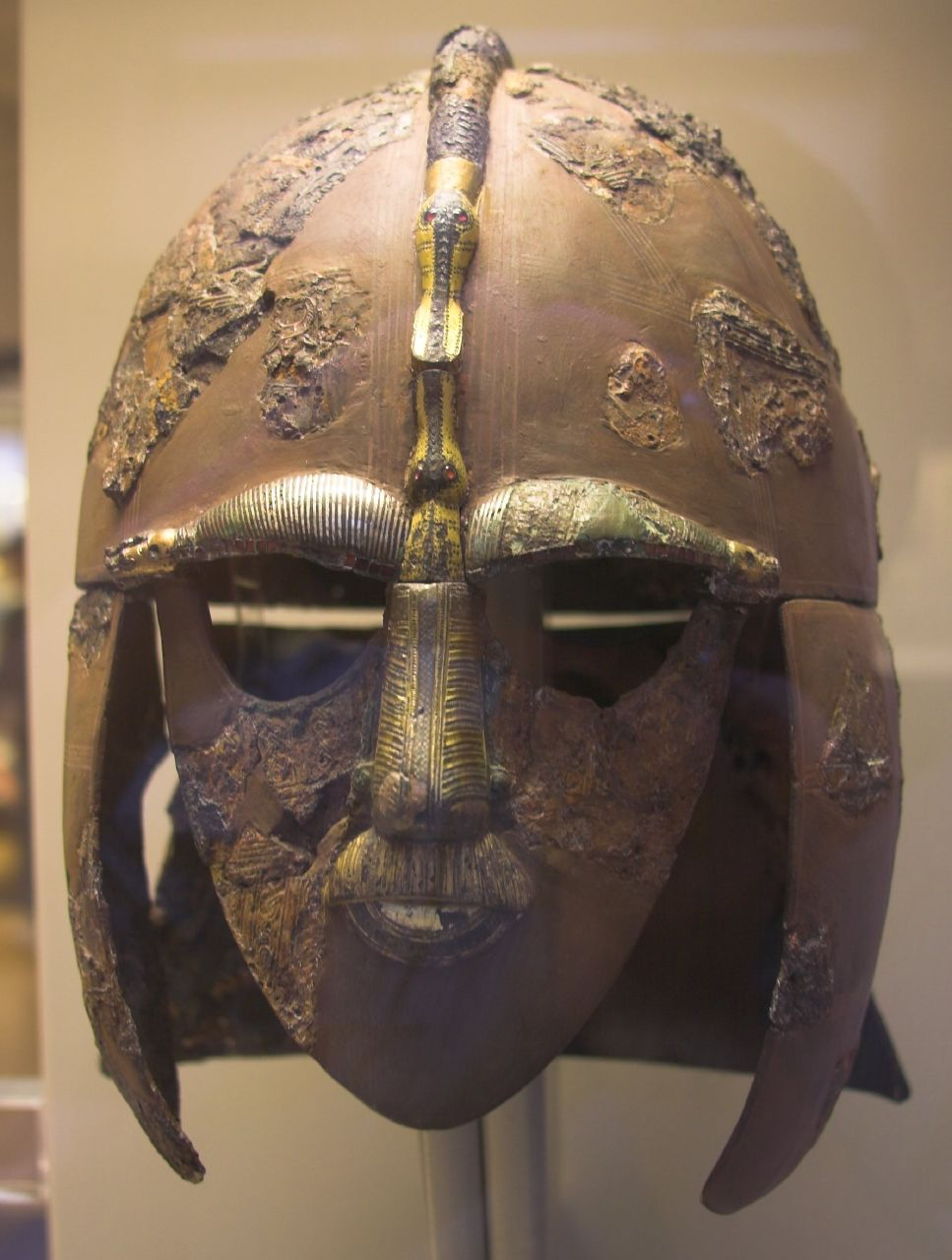
Díszes sisak a Sutton Hoo-i hajósírból

A kelet-angolokat kezdetben a Wuffinga-dinasztia kormányozta, amelyet a hagyomány szerint az egyik első király, Wuffa után neveztek így. Az is elképzelhető azonban, hogy Wuffát csak kitalálták, hogy magyarázzák a család nevét, amely „a farkas leszármazottait” jelenti. A királyság korai történetét illetően messze legfontosabb forrásunk Beda Az angol nép egyházának története c. műveSablon:Ref, de ő kevés információt közöl a királyok egymásutániságáról vagy uralkodásuk hosszáról. Az első kelet-angliai királyok cselekedeteiről vagy az ország akkori szerveződéséről semmit sem tudunk. A hajósírok helyeiből (Snape és Sutton Hoo) következtetni lehet, hogy merre lehetett az uralkodói székhely. Lehetséges, hogy az ország északi (North folk, Norfolk) és déli (South folk, Suffolk) részre való kettéoszlása még a királyság megalakulása előttről ered.
A Wuffingas-ház legnagyobb hatalmú királya Rædwald volt ("Tytil fia, akinek Wuffa volt az apja", az Egyháztörténet szerint). Ekkor, a hetedik század elején, Kelet-Anglia egy rövid ideig a legerősebb angolszász királyságok közé tartozott. Beda szerint Rædwald volt az ura valamennyi királyságnak a Humbertől délre. Elég erős volt ahhoz, hogy 616-ban csatában legyőzze és megölje Æthelfrith northumbriai királyt és Edwint ültesse az északi királyság trónjára. Elképzelhető, hogy Sutton Hoo-nál az ő sírját találták meg a régészek. Korábban a svédországi Vendelnél talált leletek alapján feltételezték, hogy a Wuffinga-ház Skandináviából származott, ma azonban úgy vélik, hogy ezeket a tárgyakat Angliában készítették.

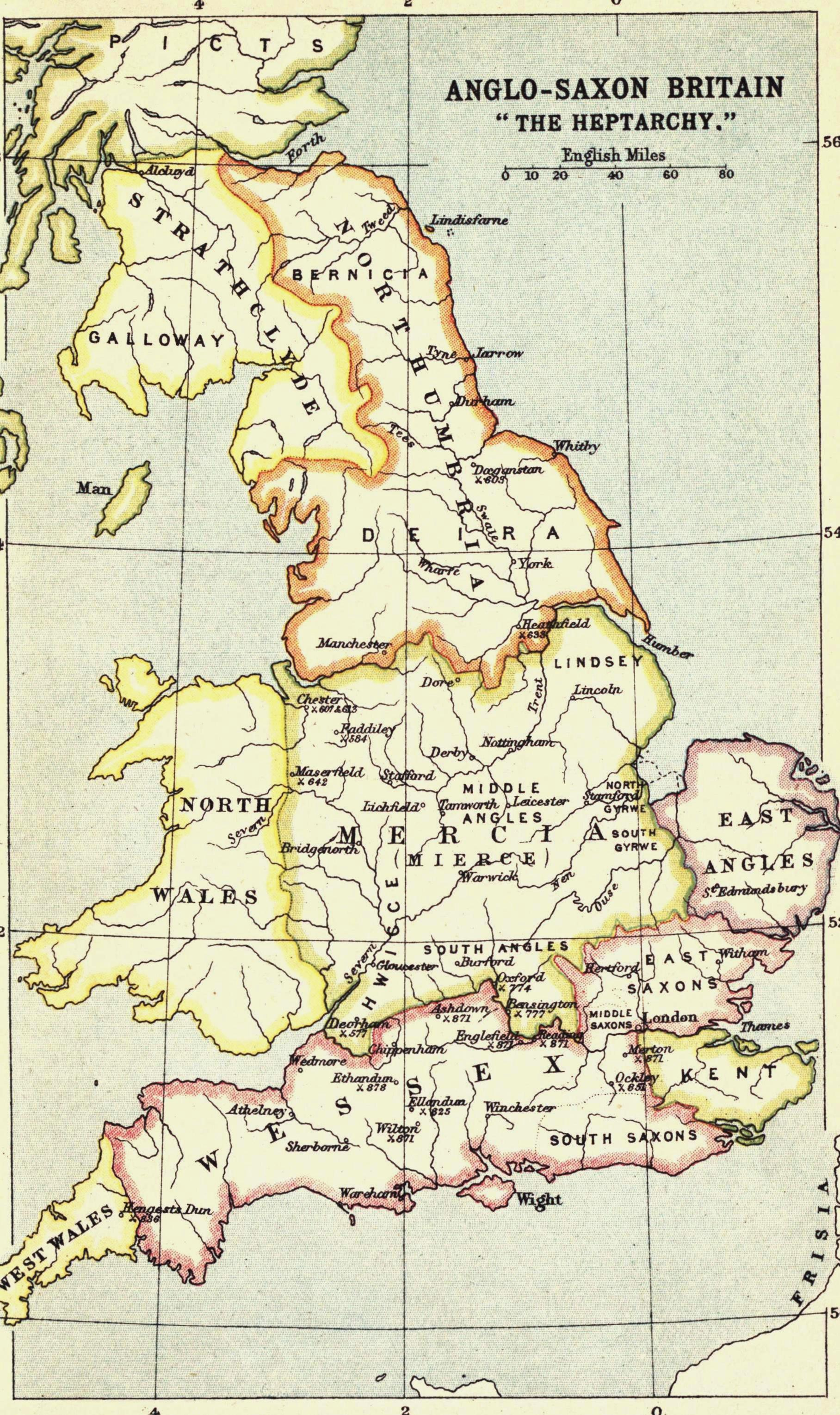
A hét angolszász királyság

### Megkeresztelkedés
A 7. században egész Angliában elterjedt a kereszténység. Az új vallás iránti lelkesedést tanúsítja, hogy Kelet-Angliában egyetlen olyan település sincs, amelyben benne lenne valamelyik régi pogány isten neve.
Rædwald 604-ben keresztelkedett meg, ő volt az első kelet-angliai király, aki így tett. Ezzel együtt azonban továbbra is áldozott a pogány isteneknek. 616-tól egy rövid ideig, mikor Kent és Essex királyságaiban visszatértek a pogány uralkodók, Kelet-Anglia volt az egyetlen angolszász állam, amelynek keresztény királya volt. Rædwald 624-es halála után fia, Eorpwald követte a trónon, aki a northumbriai Edwin hatására szintén megkeresztelkedett de lépését a jelek szerint nemtetszéssel fogadták, mert a pogány Ricberht megölte. Három év után azonban visszatért a kereszténység, mikor Eorpwald testvére (vagy mostohatestvére), Sigeberht foglalta el a trónt, aki a Frank Királyságban való száműzetése alatt megkeresztelkedett. Sigeberht állította fel az első kelet-angol püspökséget, melynek vezetője Burgundiai Félix lett. Az egyházmeze központja Domoc volt, valószínűleg a mai Dunwich közelében. Sigeberth később lemondott a trónról fivére, Ecgric javára és kolostorba vonult.

### Mercia terjeszkedése
A Rædwald idején tapasztalt biztonság nem tartott sokáig, utódai a nyugatról szomszédos Mercia agresszív terjeszkedésének estek áldozatul. A 7. századtól egészen a 9. századig egyre erősödő Mercia a Humbertől egészen a Temzéig kiterjedő birodalmat hozott létre, amelybe hamarosan Kelet-Anglia is beletartozott. A 640-es évek elején a merciai Penda legyőzte és megölte Ecgricet és Sigeberhtet, utóbbit később szentté is avatták. Ecgric utódát Annát és fiát Jurmint együtt ölték meg 654-ben a bulcampi csata után. Penda ezután vazallusává tette a kelet-angolokat, akiknek ura, Æthelhere 655-ben már elkísérte Pendát, annak Northumbria elleni hadjáratára. A háború katasztrófával végződött, a winwaedi csatában, mind Penda, mind Æthelhere elesett.
Az utolsó Wuffingas-házból származó uralkodó Ælfwald volt, aki 749-ben halt meg. A 7-8. században Kelet-Anglia továbbra is Mercia árnyékában maradt és végül 794-ben Offa merciai király kivégeztette Kelet-Anglia akkori urát, Æthelberhtet és maga vette át a régió kormányzását. Offa halála után a kelet-angolok Eadwald vezetésével visszanyerték a függetlenségüket, de az új merciai uralkodó, Coenwulf hamarosan visszacsatolta őket királyságához.
825-ben az Æthelstan vezette felkelés kivívta Kelet-Anglia önállóságát. Beornwulf merciai király a lázadás leverése közben vereséget szenvedett és megölték, és utóda, Ludeca ugyanígy járt 827-ben. Æthelstan a másik erős szász királyságnál, Wessexnél keresett menedéket Mercia ellen és hűséget is fogadott Egbert wessexi királynak. Míg Wessex sorra foglalta el a Mercia által korábban bekebelezett délkeleti királyságokat, Kelet-Anglia megtarthatta önállóságát.

### Viking támadások

Britannia 878-ban

865-ben Kelet-Angliát megszállta viking dánok Britannia inváziójára induló nagy hadserege. Ott teleltek, majd a következő évben északnak haladtak tovább, Northumbria felé. 869-ben a dánok visszatértek és újra átteleltek Thetfordnál. Edmund kelet-angliai király megtámadta őket, de Hægelisdunnál (pontos helye nem ismert, több feltételezés is létezik, azonosították már a Bury St. Edmunds melletti Bradfield St Clare-rel, a norfolki Hellesdonnal vagy a suffolki Hoxne-nal és az essexi Maldonnal is). A király legyőzése után a dánok tőlük függő báburalkodók révén kormányozták a meghódított Kelet-Angliát, míg ők Wessex és Mercia ellen hadakoztak. 878-ban Nagy Alfréd wessexi király visszaverte az utolsó viking próbálkozást is és békét kötött velük. 880-ban újabb viking sereg érkezett Guthrum vezetésével, aki hamarosan berendezkedett Kelet-Angliában és saját pénzt is veretett. Birodalmához hozzátartozott még Cambridgeshire, Essex, valamint Bedfordshire és Hertfordshirerészei. Alfréd és Guthrum valamikor a 880-as években kötött békét.

### Beolvadás az Angol Királyságba
A 10. század elejétől Wessex egyre gyakrabban támadta a kelet-angliai dánokat. 902-ben I. Edward wessexi király unokatestvére, Æthelwold (akit korábban száműztek, mert meg akarta szerezni a trónt) Essexbe érkezett és felbujtotta a dánokat, hogy üzenjenek hadat Edwardnak. A támadás balul végződött: Æthelwold és Eohric király (Guthrum utóda) mindketten elestek a wessexiek elleni csatában.
911-919 között Edward fokozatosan kiterjesztette hatalmát a Humbertől délre fekvő Angliában. Essexben és Merciában erődöket emelt a Danelaw határán, hogy megakadályozza a vikingek betöréseit. 917-ben a dánok hatalma összeomlott. Több csatát is elvesztettek, a wessexiek elvették tőlük Northamptont, Huntingdont és egész Essexet és egyik királyukat megölték Tempsfordnál. Hiába kaptak erősítést a tengerentúlról, ellentámadásaik megakadtak és a lakosság is Edward előrenyomuló seregeit támogatta. A dánok végül kapituláltak.
Kelet-Angliát az egységes Angol Királysághoz csatolták. Norfolk és Suffolk az új szász grófsági (earldom) rendszer részévé vált. 1017-ben Nagy Knut Thorkellt evezte ki Kelet-Anglia earljévé. Az átszervezés során az addigi két kelet-angol püspökséget is egyesítették North Elmham-i székhellyel.

## Földrajz
A Kelet-angliai Királyságot északról és keletről az Északi-tenger határolta. Délen a keleti szászok lakta Essextől a Stour folyó választotta el. Nyugati kiterjedése többször változott, hol az Ouse, a Lark vagy még nyugatabbra a cambridgeshire-i Cam folyók alkották határát. Legnagyobb kiterjedése idején a mai Norfolk és Suffolk megyék, valamint Cambridgeshire keleti fele tette ki területét.
A keleti tengerpart eróziója és a folyók hordaléklerakása mára jelentősen megváltoztatta a partvonal formáját a római és szász idők óta. A folyótorkolatok védelmére épített erődök ma sokszor a szárazföld belsejében találhatók. A kora középkorban a tenger rendszeresen elöntötte az alacsonyan fekvő lápvidéket (az ún. The Fens).

## Fordítás
Ez a szócikk részben vagy egészben  a   Kingdom of East Anglia című angol Wikipédia-szócikk ezen változatának fordításán alapul.  Az eredeti cikk szerkesztőit annak laptörténete sorolja fel. Ez a jelzés csupán a megfogalmazás eredetét és a szerzői jogokat jelzi, nem szolgál a cikkben szereplő információk forrásmegjelöléseként.